# Raionul Sribne, Cernihiv
Sribne (în ucraineană Срібнянський район, transliterat: Sribneanskîi raion) este un raion în regiunea Cernigău, Ucraina. Reședința sa este așezarea de tip urban Sribne.

## Demografie
Componența lingvistică a raionului Sribne
     Ucraineană (98,32%)
     Rusă (1,54%)
     Alte limbi (0,11%)
Conform recensământului din 2001, majoritatea populației raionului Sribne era vorbitoare de ucraineană (98,32%), existând în minoritate și vorbitori de rusă (1,54%).